# Hamid Sulaiman

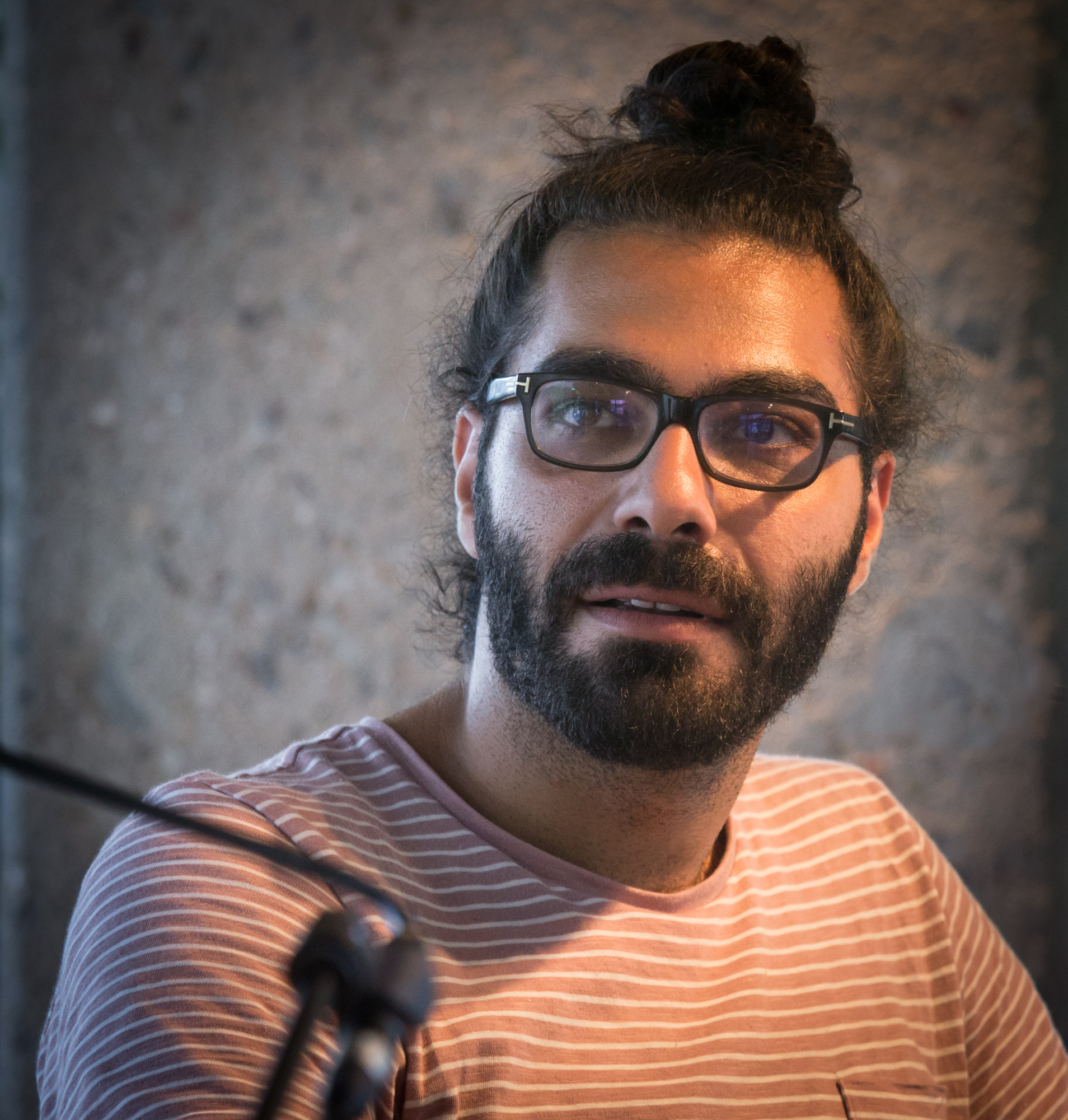
Hamid Sulaiman 2017

Hamid Sulaiman (* 20. Juni 1986 in Damaskus) ist ein syrischer Maler und Comicautor.

## Leben und Werk
Im Jahr 2005 studierte Sulaiman Architektur und Kunst an der staatlichen Universität Damaskus. 2010 schloss er sein Studium mit einem Diplom ab. Nach dem Studium betätigte er sich in Syrien als Grafikkünstler. Inspiriert wurde er unter anderem von Künstlern wie Joe Sacco, Will Eisner und Frank Miller.
Als der Bürgerkrieg in Syrien im Jahr 2011 ausbrach wurde er mehrmals für kurze Zeit inhaftiert und floh anschließend über Jordanien nach Ägypten und von dort aus weiter nach Deutschland und Frankreich. Innerhalb der nächsten vier Jahre erschuf er den 288-seitigen schwarz-weißen Graphic Novel Freedom Hospital, durch welchen er eine weltweite Bekanntheit erlangte. Er erzählt die fiktionale Geschichte der syrischen Friedensaktivistin und Pazifistin Yasmin, welche ein Feldkrankenhaus im Untergrund eröffnet, welches für alle Menschen der Gesellschaft vorgesehen ist, von Oppositionellen, Journalisten, Kurden, Alawiten bis hin zu verwundeten Rebellen. Mit dem Comicroman wollte Sulaiman die Geschichte der syrischen Revolution in einer richtigen Reihenfolge, zuvörderst einem europäischen Publikum, näherbringen. Seine Werke wurden unter anderem in verschiedenen Kunstgalerien in Berlin, Paris, Kairo, London und Venedig ausgestellt.
Sulaiman lebt in Paris. 

## Werke
- Freedom Hospital, Hanser Berlin, Januar 2017, ISBN 978-3-446-25508-1

## Ausstellungen (Auswahl)

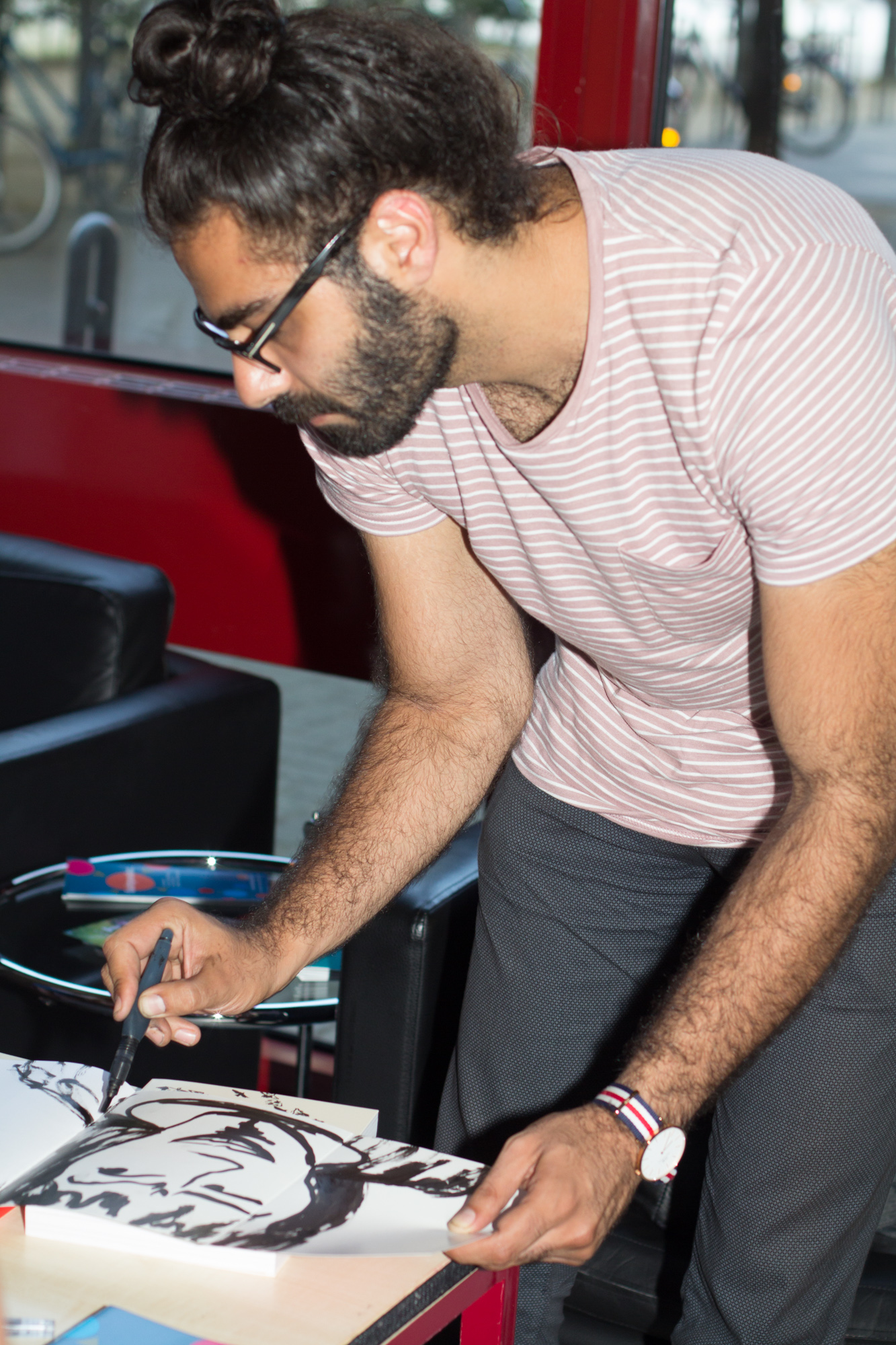
Hamid Sulaiman beim grafischen Signieren von Freedom Hospital

- 2006: Rendus d’architecture, Bibliothèque de Damas, Damaskus, Syrien.
- 2008: Visages, Galerie AlSham, Damaskus, Syrien.
- 2008: La Syrie en couleurs, Galerie de la citadelle, Damaskus, Syrien.
- 2009: TAKWEEN, Nationalmuseum Damaskus, Damaskus, Syrien.
- 2010: Groupshow, Galerie Ibda‘a, Homs, Syrien.
- 2012: Architecture et sculpture, Mahmoud-Khalil-Museum, Kairo, Ägypten.
- 2012: Shuttered beauty, Gallery 8, London, Vereinigtes Königreich.
- 2012: withoutwords, P21 Gallery, London, Vereinigtes Königreich.
- 2012: Syria bleeds, L'Atelier, Kairo, Ägypten
- 2012: Syria bleeds, Chateau de Acaya, Italien
- 2013: 101 Artisite Syrie-Arts, Beirut Exhibition Center (BEC), Beirut, Libanon.
- 2014: Cris action, Institut du monde arabe (IMA), Paris, Frankreich.
- 2014: La porte ouverte, Le Chêne, Paris, Frankreich.
- 2014: BrainWash project, Le Chêne, Paris, Frankreich.
- 2015: My voice ring out for Syrien, Box 21, Berlin, Deutschland.
- 2015: La porte ouverte, Le Chêne, Paris, Frankreich.
- 2015: Syrien off frame, Imagio modio, Venedig, Italien.
- 2016: Rohkunstbau, Brandenburg, Deutschland.
- 2016: Festival de BD Bastia, Frankreich.
- 2016: Paris livre, Paris, Frankreich.
- 2016: La fête de l'humanité, Paris, Frankreich.
- 2016: Arab cartoonists festival, Turnhout, Belgien.
- 2016: Freedom Hospital, Galerie Crone, Berlin, Deutschland
- 2016: Freedom Hospital, INSEEC Business School, Bibliothèque nationale de France, Centre d'animation de Montgallet, Frankreich
- 2017: Freedom Hospital, Hochschule für Bildende Künste Dresden, Kunsthalle in Emden
- 2017: Rooted and uprooted, Galerie Display, Köln, Deutschland

## Auszeichnungen
- 2017: Grand public prize für Freedom Hospital, PULP Festival 2017
- Stage design, Winter Guests, Compagnie du Pas Suivant, Paris, Frankreich

- Prix des jeunes talents du monde arabe, Almawred Althaqafi, Kairo, Ägypten